# Vasili Nikolaevici Ajaev
Vasili Nikolaevici Ajaev - în rusă Василий Николаевич Ажаев. (n. 12 februarie 1915 — d. 27 aprilie 1968, Moscova) a fost un prozator rus sovietic.
Romanul Daleko ot Moskvî (Departe de Moscova) evocă eroismul oamenilor sovietici în lupta cu natura ostilă.
În 1949 a luat Premiul Stalin.

## Opere
- 1948: Departe de Moscova (Daleko ot Moskvî), roman ce descrie dârzenia cu care oamenii sovietici, în perioada "Marelui Război pentru Apărarea Patriei", construiesc o conductă petrolieră în taiga
- 1961: Prolog la viață (Predislovie k jizni), nuvelă ce evocă problematica tineretului.